# Aladdin Sane
Aladdin Sane (gra słów w języku angielskim, „a lad insane” czyli „zwariowany chłopak”) – album Davida Bowiego, który ukazał się w 1973.  W 2003 album został sklasyfikowany na 277. miejscu listy 500 albumów wszech czasów magazynu Rolling Stone.
Wszystkie piosenki zamieszczone na tym albumie powstały w czasie tournée Bowiego po Ameryce w 1973, w przeciwieństwie do poprzedzającego go, epokowego The Rise and Fall of Ziggy Stardust and the Spiders from Mars, Aladdin nie był albumem koncepcyjnym, ale i na nim znajdował się łączący większość utworów motyw przewodni, tym razem poruszający problem rozpadu społeczeństwa .
Część krytyków bardzo negatywnie odniosła się do technicznej strony płyty uważając, że część utworów została kiepsko zmiksowana.  W porównaniu z poprzednim albumem niektóre piosenki z Aladdin miały znacznie ostrzejsze brzmienie, ale na całej płycie Bowie z typową dla niego lekkością miesza wiele różnych gatunków muzycznych.
Otwierający płytę utwór „Watch That Man” z bardzo dynamicznym rytmem i charakterystyczną harmonijką był wyraźnie inspirowany muzyką The Rolling Stones, a pod koniec płyty można usłyszeć cover utworu Stonesów „Let's Spend The Night Together” zagrany jeszcze „ostrzej” i szybciej niż wersja oryginalna.  Pierwszym singlem i przebojem z płyty była rhythmandbluesowa piosenka "The Jean Genie”, jako drugi singel został wydany utwór „Drive in Saturday” opisany jako „futurystyczny doo wop”.
Oprócz utworów, które można zaliczyć do szeroko pojętego rocka, na płycie można usłyszeć także kilka innych stylów muzycznych.  Zdominowane przez fortepian Mike'a Garsona utwory: „Aladdin Sane” i „Time” to kolejno wycieczka na teren awangardowego jazzu i piosenka w stylu Bertolta Brechta, a „Lady Grinning Soul” to patetyczna ballada filmowa w typowym stylu piosenek otwierających starsze filmy Bonda.
Aladdin Sane wszedł na pierwsze miejsce listy przebojów w Anglii i na 17. miejsce w Ameryce stając się największym dotychczasowym sukcesem komercyjnym Bowiego.
W latach 1972–74 Bowie grał na żywo wszystkie piosenki z tej płyty z wyjątkiem „Lady Grinning Soul”, ale „The Jean Genie” jest jedynym utworem granym przez niego w późniejszych latach.

## Lista utworów
Wszystkie piosenki napisane przez Davida Bowiego z wyjątkiem „Let's Spend the Night Together".  Nazwy miejsc w nawiasach stanowią część tytułów piosenek i oznaczają, gdzie zostały skomponowane przez Bowiego.
| 1.  | Watch That Man (New York)                                   | 4:25  |
|     |                                                             |       |
| 2.  | Aladdin Sane (1913-1938-197?) (RHMS Ellinis)                | 5:06  |
|     |                                                             |       |
| 3.  | Drive-In Saturday (Seattle-Phoenix)                         | 4:29  |
|     |                                                             |       |
| 4.  | Panic in Detroit (Detroit)                                  | 4:25  |
|     |                                                             |       |
| 5.  | Cracked Actor (Los Angeles)                                 | 2:56  |
|     |                                                             |       |
| 6.  | Time (New Orleans)                                          | 5:09  |
|     |                                                             |       |
| 7.  | The Prettiest Star (Gloucester Road)                        | 3:26  |
|     |                                                             |       |
| 8.  | Let's Spend the Night Together (Mick Jagger/Keith Richards) | 3:03  |
|     |                                                             |       |
| 9.  | The Jean Genie (Detroit-New York)                           | 4:02  |
|     |                                                             |       |
| 10. | Lady Grinning Soul (London)                                 | 3:46  |
|     |                                                             |       |
|     |                                                             | 40:47 |
|     |                                                             |       |

## Muzycy
- David Bowie: gitara, harmonijka, instrumenty klawiszowe, saksofon, śpiew
- Mick Ronson: gitara, fortepian, śpiew
- Trevor Bolder: gitara basowa
- Mick "Woody" Woodmansey: instrumenty perkusyjne
- Mike Garson – fortepian
- Ken Fordham – flet, saksofon
- Chórki:
  - Linda Lewis
  - Juanita "Honey" Franklin
  - G.A. MacCormack